# 이사벨 드 카스트로
이사벨 드 카스트로(Isabel de Castro, 1931년 8월 1일~2005년 11월 23일)는 포르투갈의 영화배우이다.
리스본에서 태어났다.

## 영화
- 글로리아 (1999년) - 테레사 역
- 세계의 시초로의 여행 (1998년)
- 용암의 집 (1994년)
- 지상의 이곳 (1993년)
- 하몽 하몽 (1992년)
- 피 (1989년)
- 하드 타임즈 (1988년)
- 포르투갈식 이별 (1986년)
- 프란시스카 (1981년)